# Rádio Equatorial
Rádio Equatorial foi uma emissora de rádio brasileira sediada em Macapá, capital do estado do Amapá. Opera no dial AM, na frequência 670 kHz. Pertence ao Z Sistema Equatorial de Comunicações, do qual também fazem parte a Equatorial FM e a TV Equatorial. Seus estúdios estão no bairro Central, e seus transmissores eram localizados no bairro Buritizal, que hoje é o Conjunto Habitacional São José.

## História
Antes da criação da atual Rádio Equatorial, a Sociedade Anônima Técnica de Rádio do Amapá (SATRA), formada pelos jornalistas Alcy Araújo Cavalcante e José Maria de Barros, os técnicos Remy do Rego Barros, Arinaldo Gomes Barreto, Raimundo Rodrigues (Pepe), Mário Chagas da Costa e Ivaldo Alves Veras, os radiotelegrafistas Agenor Rodrigues de Melo e Manoel Joaquim Esteves e o empresário José de Matos Costa inaugurou em 23 de dezembro de 1962 a ZYD 11 - Rádio Equatorial de Macapá, segunda emissora de rádio AM do município, que até então só possuía a Rádio Difusora de Macapá. Como a rádio nunca possuiu licença legal, em março de 1964, após o regime militar tomar o poder, os transmissores da emissora foram lacrados pelo governador Luiz Mendes da Silva, e seu acervo foi encampado pela RDM.
Anos depois, em 17 de abril de 1978, a Rádio Educadora São José, de propriedade da Fundação Prelázia de Macapá, acaba encerrando suas atividades devido a atritos entre a ditadura militar e os padres da fundação, por causa da programação da emissora. Em 17 de agosto de 1979, o Diário Oficial da União publicou decreto renovando a concessão da emissora por mais 10 anos e outorgando-a para o Z Sistema Equatorial de Comunicação. Anterior a isso, a frequência de 1350 kHz e as ondas tropicais em 2400 kHz voltam ao ar com a inauguração da nova Rádio Equatorial, em 28 de janeiro de 1979 (algumas publicações afirmam que a rádio foi inaugurada apenas em 1981), pelo ex-membro do SARTE, José de Matos Costa.
Anos depois, a Rádio Equatorial passou a operar em 670 kHz, embora os documentos da ANATEL ainda constem como operando em 1350 kHz. Em 2010, a emissora torna-se afiliada à Central Brasileira de Notícias, e passa a se chamar CBN Macapá, tornando-se a primeira rádio all-news do estado. Em 2012, a emissora troca a CBN pela Rádio Globo, e passa a se chamar Rádio Globo Macapá. No segundo semestre de 2016, a emissora deixa a Rádio Globo e fica novamente independente. Neste mesmo período, a emissora retira o seu sinal do ar sem nenhuma explicação, situação que se mantém até o presente momento.